# El fill de Godzilla
El fill de Godzilla (títol original en japonès: Kaiju shima no kessen: Gojira no musuko; en anglès:Son of Godzilla) és una pel·lícula japonesa del director de cinema Jun Fukuda estrenada el 1967. Ha estat doblada al català.

## Argument
Uns científics porten experiències climàtiques a l'illa de Solgell, cosa que té com a efecte posar en marxa una tempesta i transformar les capes locals en monstres gegants: els kamacuras. Mentre aquests descobreixen un ou gegant i es preparen a matar el bebè, Godzilla arriba i li salva la vida abans d'intentar la seva educació.

## Repartiment
- Akira Kubo: Goro Maki
- Tadao Takashima: Dr. Tsunezo Kusumi
- Akihiko Hirata: Dr. Hujisaki
- Bibari "Beverly" Maeda: Saeko (Reiko) Matsumiya
- Yoshio Tsuchiya: Hurukawa
- Kenji Sahara: Morio
- Ken'ichiro Maruyama: Ozawa
- Seishiro Kuno Tashiro
- Yasuhiko Saijo: Suzuki
- Susumu Kurobe: capità d'avió